# Flor Silvestre
Guillermina Jiménez Chabolla (Salamanca, Guanajuato, 16 de agosto de 1930 – Zacatecas, 25 de novembro de 2020), conhecida como Flor Silvestre (o que significa flor selvagem em espanhol), foi uma cantora e atriz mexicana com mais de 70 anos de carreira.
Conhecida por sua voz melodiosa e estilo de canto sentimental, bem como por sua grande beleza, ela é uma das maiores cantoras do México e também uma popular estrela de filmes mexicanos clássicos. Ela recebeu os apelidos Alma da Música Ranchera, Rainha da Música Mexicana, A Sentimental e A Voz que Acaricia.

## Biografia
Flor Silvestre nasceu na cidade de Salamanca, no estado de Guanajuato, no México. Seu pai, Jesús Jiménez Cervantes, era um açougueiro que gostava de cantar. A mãe, María de Jesús Chabolla Peña, também gostava de cantar. Flor começou a cantar em sua casa e festividades locais, e sempre recebeu o apoio de seus pais, que estavam muito orgulhosos dela. Ela também organizou e participou de peças escolares.
Ela começou sua carreira em 1943 no Teatro del Pueblo, na Cidade do México, e pouco depois ganhou um concurso de canto da XEW, a estação de rádio mais importante do México. Em meados da década de 1940, ela cantou no teatro mais popular do México, o Teatro Colonial e, no final da década, já havia visitado países da América Central e do Sul.
Quando ela voltou ao México em 1950, ela cantou na discoteca mais popular do país, El Patio, e assinou contratos para rádio, discos e filmes. Seu primeiro programa de rádio foi chamado Increíble pero cierto, e ela foi sua principal artista e apresentadora.
Suas primeiras gravações foram feitas em 1950 pela Columbia Records do México e incluíram suas primeiras músicas de sucesso, como "Imposible olvidarte", "Que Dios te perdone", "Pobre corazón", "Viejo nopal", "Guadalajara", "Adoro a mi tierra", "Con un polvo y otro polvo" e "Siempre el amor".
Seu primeiro filme foi Primero soy mexicano (1950), dirigido por Joaquín Pardavé e co-estrelado por Pardavé e Luis Aguilar. Ela também atuou em filmes com comediantes populares, como Cantinflas, Tin Tan, Resortes e Viruta y Capulina.
Em 1957, ela gravou sua primeira versão de "Cielo rojo", uma música que se tornou um dos seus maiores sucessos. Esta primeira gravação foi feita pela empresa RCA Víctor. Ela gravou uma nova versão desta música em 1961 com a empresa Musart depois de assinar um contrato com eles no final da década de 1950. Musart gravou o resto dos maiores sucessos de Flor, canções como "Pa' todo el año", "Renunciación", "Cariño santo", "Mi destino era quererte", "Gaviota traidora", "Una limosna", "El mar y la esperanza", "Celosa", "Miel amarga", "Las noches das hago dias", "Estrellita marinera", "La basurita", "Arrullo de Dios", "La palma" e muito mais.
Um dos seus maiores sucessos no cinema foi o seu papel principal ao lado do ator japonês Toshiro Mifune no drama Ánimas Trujano (1962), o segundo filme mexicano nomeado para um Óscar.
Morreu em 25 de novembro de 2020, aos 90 anos, em um rancho no estado de Zacatecas.

## Discografia

### Álbuns de estúdio
- Flor Silvestre (1958)
- Flor Silvestre con el Mariachi México (1963)
- Flor Silvestre, vol. 2 (1964)
- La sentimental (1964)
- La acariciante voz (1965)
- Celosa (1966)
- Boleros rancheros con la acariciante voz (1967)
- Flor Silvestre, vol. 6 (1967)
- Flor Silvestre, vol. 7 (1968)
- Flor Silvestre, vol. 8 (1968)
- Amor, siempre amor (1970)
- Y las canciones de sus tríos favoritos (1970)
- Las noches las hago días (1971)
- Una gran intérprete y dos grandes compositores (1972)
- La voz que acaricia (1972)
- Canciones con alma (1972)
- La onda norteña (1973)
- Aquella (1974)
- Con todo mi amor a mi lindo Puerto Rico (1974)
- Y yo (1975)
- La basurita (1976)
- Arrullo de Dios (1977)
- Ahora sí va en serio (1978)
- Flor Silvestre cantando norteño (1984)
- No te pido más (1988)
- Flor Silvestre con tambora (1991)
- Me regalo contigo (1994)
- Flor Silvestre con tambora (2001)
- Soledad: canto a mi amado y a su recuerdo (2010)